# Marc Olinger
Marc Olinger, né le 6 janvier 1946 à Luxembourg et mort le 8 janvier 2015 à Lyon, est un metteur en scène et acteur de cinéma luxembourgeois.

## Filmographie

### Réalisateur
- E Fall fir sech (1984)
- Déi zwéi vum Bierg (1985)
- De falschen Hond (1989)
- E Liewe laang (1992)

### Acteur
- Déi zwéi vum Bierg (1985)
- Troublemaker (1988)
- E Liewe laang (1992)
- Le Club des chômeurs (2002)
- Deepfrozen (2006)
- Réfractaire (2009)
- Humains (2009)
- Lingo vino (2009)
- D'Symmetrie vum Päiperlek (2012)
- Les Âmes de papier (2013)

## Décorations
- Officier de l'Ordre des Arts et des Lettres (Promotion 1993)[2]